# Geovani Cortes Gomes
Geovani Cortes Gomes (sinh ngày 21 tháng 1 năm 1993) là một cầu thủ bóng đá người Brasil.

## Sự nghiệp câu lạc bộ
Geovani Cortes Gomes hiện đang chơi cho SC Sagamihara.